# 2014年度香港行政長官施政報告
《2014年度香港行政長官施政報告》是香港行政長官梁振英發表的第2份施政報告，於2014年1月15日在香港立法會發表，主題為「讓有需要的 得到支援 讓年青的 各展所長 讓香港得以發揮」。

## 內容摘要
經濟
- 研究和跟進金融發展局提出人民幣業務、資產和財富管理、房地產投資信託基金等建議，推動金融業發展。
- 考慮在亞洲區增設經濟貿易辦事處、加強聯繫與開拓新興市場、增加在內地辦事處的設點。
- 就《香港－東盟自由貿易協定》展開正式談判。
- 建議成立新的法定航運機構，發展高增值航運服務。
- 推廣香港的法律及解決爭議服務。
- 再次啓動成立創新及科技局的工作。
- 研究進一步開發大嶼山東部水域及鄰近地區，打造優質的東大嶼都會，並成立大嶼山發展諮詢委員會，謀劃大嶼山的經濟和社區發展策略。因應港珠澳大橋將落成通車，在香港口岸約130公頃人工島，發展「橋頭經濟」。
- 檢討現行的農業政策，在今年內進行諮詢。

扶貧安老助弱
- 推出低收入在職家庭津貼，鼓勵自力更生，多勞多得，打破跨代貧窮，估計計劃每年所涉的開支約為30億元，超過20萬低收入家庭共71萬人受惠。
- 將多個關愛基金項目恆常化，受惠的包括：
  - 領取學生資助的中小學生；
  - 就讀副學位以下程度合資格課程的清貧學生；
  - 參加租者置其屋計劃的綜合社會保障援助受助人；
  - 輪候資助學前康復服務的低收入家庭兒童；
  - 居於社區及需要經常護理的嚴重肢體傷殘人士。
- 考慮向俗稱「N無人士」發放一筆過津貼。
- 改善綜援，提升對綜援學童的支援和加強綜援成年人的工作誘因。為綜援受助人提供額外的租金支援。
- 研究將長者社區照顧服務券的模式擴展至住宿照顧服務，並為此預留約8億元分期推出3,000張院舍住宿照顧服務券。
- 考慮將長者生活津貼擴展至廣東省。
- 將長者醫療券試驗計劃納入恆常資助，並將金額倍增至每年2,000元。
- 由2014/15學年起，在中小學為少數族裔學生提供中國語文課程第二語言學習架構。為此，由2014/15學年起每年提供約兩億元加強校內支援。
- 推出一系列措施加強支援殘疾人士、其家人及照顧者，包括在本屆政府任期內增加6,200個康復服務名額。
- 將二元乘車優惠擴展至12歲以下合資格殘疾兒童。探討在明年第一季開始，分階段將「綠色」專線小巴納入計劃。
- 向獎券基金注資100億元，確保「私人土地作福利用途特別計劃」能順利推行。
- 加強課餘託管服務，並擴展「鄰里支援幼兒照顧計劃」服務。

培育下一代
- 在2014/15及2015/16學年增加學前教育學券資助額，每年加2,500元，並調高學費減免上限。
- 將三個支援學習的關愛基金項目納入恆常資助內，讓約27萬名學生受惠。
- 額外提供2,120個資助名額予香港學生在本地及境外升讀學位課程，並為選擇到內地升學的同學提供經濟援助。
- 多方面協助青年人作出生涯規劃和加強職業教育，包括由2014/15學年起，開辦高中級別的公營學校會獲得額外經常津貼，加強生涯規劃教育元素；並由同一學年起，向職業訓練局提供經常撥款，為學生提供工作實習機會，受惠學生超過9,000人；以及設立10億元的基金，長期支援資歷架構的持續發展。
- 預留兩億元專款，透過攜手扶弱基金提供配對資金，鼓勵商界和團體與學校合作，為基層家庭中小學生推行更多課餘學習及支援項目。
- 除上環及大埔兩個青年宿舍計劃項目外，增添旺角及佐敦兩個項目。預計共提供約1000個宿位。
- 對制服團體如童軍、香港紅十字會和香港交通安全隊等的恆常資助增加一倍。
- 資助社區團體安排青年到內地交流和實習，名額會增至14,000名。

土地房屋與交通運輸
- 接納長遠房屋策略督導委員會的建議，增加房屋供應，未來10年供應總量以47萬個單位為新目標，公營房屋佔6成。
- 放寛薄扶林南面華富邨一帶的限制，在該處發展公營房屋並重建華富邨，合共增加約11,900個公屋及居屋單位。
- 已制訂洪水橋發展區的「初步發展大綱圖」，計劃可以容納175,000人口，並提供近10萬個職位。
- 因應未來6年將有5條新鐵路陸續落成，將繼續優化公共交通系統，推動巴士路線重組。
- 盡早公布新的鐵路發展藍圖，訂定2020年以後的新鐵路項目，並積極考慮興建南港島線（西段）。
- 在新市鎮及新發展區推廣「單車友善環境」。長60公里由馬鞍山至屯門的單車徑工程現正分階段進行。

環保及保育
- 可持續發展委員會將整理社會主流意見，為適合香港環境的廢物按量收費制度向政府提交建議。
- 預留10億元設立回收基金，推動回收業的可持續發展[1]。
- 就消減、回收及處理有機廢物提出更全面的策略及規劃。
- 預留10億元設立「活化已修復堆填區資助計劃」。

醫療
- 資助較高風險的群組接受大腸癌篩檢。
- 與香港醫務委員會落實優化醫生執業資格試的安排，鼓勵合資格的海外醫生來港執業。醫院管理局會繼續透過有限度註冊方式聘請海外醫生以及開辦護士訓練課程。
- 預留一幅在將軍澳的土地作中醫院之用[2]。

文康及市政
- 西九文化區於2015年至2016年年度起分階段提供多元化的文化藝術設施。
- 籌劃在牛頭角興建東九文化中心。
- 申請撥款興建車公廟體育館（已於2020年9月17日啟用）及兆麟體育館（已於2019年11月5日啟用）。
- 優先處理啓德體育園區規劃，爭取明年展開前期工程。

政制及行政
- 致力推進政制發展。於2013年12月開始就2017年行政長官及2016年立法會產生辦法徵詢公眾意見。
- 在兩區推行先導計劃，給予由民政事務專員擔任主席的地區管理委員會決策權，處理部分涉及公共地方的管理和環境衞生等問題，並由區議會就工作優次提供意見。

## 公佈後闡述
行政長官梁振英於發表施政報告後，舉行了一系列公開闡述活動，其中包括：
- 施政報告記者招待會，於施政報告公佈當天（2014年1月15日）下午舉行。
- 施政報告論壇，於施政報告公佈當天（2014年1月15日）晚上7時至8時舉行，由無線電視、亞洲電視、有線電視、now寬頻電視及香港電台第一台聯合播出。
- 行政長官施政答問，於施政報告公佈翌日（2014年1月16日）早上由香港電台第一台、商業電台第一台以及新城財經台FM104頻道同步直播。

## 外部連結
- 2014年施政報告官方網站（页面存档备份，存于）